# まちあわせハチ公ガールズ
まちあわせハチ公ガールズは、秋田県県北エリアのご当地アイドルグループである。チーム名はHACHICO (はちこ)
本場大館きりたんぽまつり実行委員会のプロデュースにより、2015年6月24日に誕生した。
1期生は、大館市を拠点に活動。
2018年5月に芸能プロダクションShowMeに移籍し、2019年から行われている「アイドルドリームプロジェクト」で生まれた県央エリアの「まちあわせまつりっこガールズ」と県南エリアの「まちあわせスノーガールズ」を加えた3チーム「まちあわせグループ」として活動している。

## 来歴

### 2015年
- 5月、本場大館のきりたんぽの普及、PRをテーマに全国に誇る"秋田美人（美男）"をコンセプトとした大館ご当地アイドルプロジェクトを発足しオーディション開催の募集を開始した。大館市在住者、大館市出身者、大館に縁がある12歳から25歳位の男女を対象とした[2]。
- 6月24日、当時からavexに所属していた金谷鞠杏を筆頭とした大館ご当地アイドル第1期メンバーが決定し、記者会見を行なった[3]。
- 7月25日、肉の博覧会inおおだてでデビュー。グループ名をまちあわせハチ公ガールズと発表した[4]。
- 10月、本場大館きりたんぽまつりでデビューコンサートを開催、デビュー曲「大好き！ Odate」と「キリタンポロマンス」を披露した[5]

### 2016年
- 6月2日、第2期生の募集開始。大館市在住者、大館市出身者、大館に縁がある小学6年から中学3年の女子を対象とした[6]。
- 7月20日、クラウドファンディングサービス「FAN AKITA[脚注 1]」にて、まちあわせハチ公ガールズ活動応援プロジェクトサポーター募集開始。100万円の目標に対し、63人より計119万2千円が集まった[7]。
- 9月22日、まりあが個人活動に専念するため卒業。大館市民文化会館にて「まりあ卒業ライブ」を開催した[8][9]。
- 10月10日、ちさとが就職活動に専念するため卒業。本場大館きりたんぽまつりでラストライブを行なった[10][11]。
- 10月31日、かざきが週刊少年ジャンプ「スクジャン女子[脚注 2][脚注 3][脚注 4]」ファイナリストに選出[12]。
- 12月18日、かざきが週刊少年ジャンプ「スクジャン女子[脚注 2][脚注 3][脚注 4]」に合格[13]。

### 2017年
- 2月11日、第2期生ひの加入[14]。
- 2月24日、TOKYO IDOL FESTIVAL2017全国選抜LIVE北海道・東北ブロック2次審査[脚注 5]進出。 SHOWROOM[脚注 6]配信開始[15]。
- 3月14日、TOKYO IDOL FESTIVAL2017全国選抜LIVE北海道・東北ブロック最終選考[脚注 7]進出[16]。
- 4月22日、TOKYO IDOL FESTIVAL2017全国選抜LIVE北海道・東北ブロック最終選考[脚注 7]出場。Bブロック予選1位通過。決勝敗退。
- 5月5日、第2期生ひのデビュー

## メンバー

### 現在のメンバー
| 名前   | 愛称 | 生年月日(年齢)         | 期 | イメージカラー | 備考   |
| ------ | ---- | ---------------------- | -- | -------------- | ------ |
| ひなみ |      | 2007年4月15日（18歳）  | 4  | ブルー         | 研修生 |
| さな   |      | 2007年5月21日（18歳）  | 4  | スカイブルー   | 研修生 |
| はな   |      | 2006年9月28日（18歳）  | 4  | オレンジ       | 研修生 |
| るな   |      | 2007年10月24日（17歳） |    | イエロー       | 研修生 |

### 卒業メンバー
| 名前   | 愛称       | 生年月日(年齢)         | 期 | イメージカラー | 卒業日         | 備考                                                                                  |
| ------ | ---------- | ---------------------- | -- | -------------- | -------------- | ------------------------------------------------------------------------------------- |
| まりあ | まりあんぬ | 2001年12月31日（23歳） | 1  | スカイブルー   | 2016年9月22日  | avex所属後にグループ加入 卒業後はGENICのメンバーとして活動 ミス・ワールド2020日本代表 |
| ちさと | ちぃ       | 1998年11月20日（26歳） | 1  | レッド         | 2016年10月10日 | 初代リーダー                                                                          |
| かざき | ざっきー   | 1999年8月29日（25歳）  | 1  | パープル       | 2018年2月18日  | 有限会社JMO所属 スクジャン女子 自称:お笑い担当                                        |
| ゆき   | ゆっきー   | 2002年1月23日（23歳）  | 1  | オレンジ       | 2018年3月30日  |                                                                                       |
| りう   | りう       | 2000年10月5日（24歳）  | 1  | ライトグリーン | 2019年3月23日  |                                                                                       |
| りん   | りんりん   | 2000年11月4日（24歳）  | 1  | ブルー         | 2019年3月23日  |                                                                                       |
| れな   | ぽん       | 2000年3月3日（25歳）   | 1  | イエロー       | 2019年3月23日  |                                                                                       |
| ひより | ひよりん   | 1999年7月4日（26歳）   | 1  | ピンク         | 2019年11月23日 |                                                                                       |
| かんな | かんな     | 2001年7月9日（24歳）   | 1  | グリーン       | 2020年2月23日  |                                                                                       |
| ひの   | ひの       | 2003年6月28日（22歳）  | 2  | スカイブルー   | 2021年11月6日  |                                                                                       |
| あみ   |            | ????年8月25日          | 4  | ライトグリーン | 2023年4月30日  | 研修生                                                                                |
| あおい |            | 2005年11月21日（19歳） | 3  | ピンク         | 2024年5月5日   |                                                                                       |
| えま   |            | 2002年12月24日（22歳） | 4  | パープル       | 2024年5月      | 研修生                                                                                |

- 名前、愛称、期、イメージカラー[17]
- 生年月日[18]

## 作品

### シングル
| # | 発売日         | タイトル                             | 収録曲                               | 作詞･作曲･編曲                                     | 規格品番   |
| - | -------------- | ------------------------------------ | ------------------------------------ | -------------------------------------------------- | ---------- |
| 1 | 2015年10月10日 | キリタンポ ロマンス                  | キリタンポ ロマンス                  | 作詞:木村孝明 作曲:木村孝明 編曲:木村孝明          | DMMK-85001 |
| 1 | 2015年10月10日 | キリタンポ ロマンス                  | 大好き！Odate                        | 作詞:三浦栄一 作曲:木村孝明 編曲:木村孝明          | DMMK-85001 |
| 2 | 2016年7月18日  | m-hg♥                                | m-hg♥                                | 作詞:木村孝明 作曲:木村孝明 編曲:木村孝明          | DMMK-85002 |
| 2 | 2016年7月18日  | m-hg♥                                | 友達の歌 ※ダックスムーンのカバー曲   | 作詞:木村孝明 作曲:木村孝明 編曲:木村孝明          | DMMK-85002 |
| 3 | 2016年10月8日  | キミはSweets～あきたエダマメ・ソング | キミはSweets～あきたエダマメ・ソング | 作詞:三浦栄一 木村孝明 作曲:木村孝明 編曲:木村孝明 | DMMK-85003 |
| 3 | 2016年10月8日  | キミはSweets～あきたエダマメ・ソング | ポン太君とキリ子ちゃん               | 作詞:木村孝明 作曲:木村孝明 編曲:木村孝明          | DMMK-85003 |

音楽プロデュース：ダックスムーン

### アルバム
| # | 発売日        | タイトル                                | 収録曲 | 規格品番   |
| - | ------------- | --------------------------------------- | --- | ---------- |
| 1 | 2017年10月7日 | First Hachico♥ ～一緒に歩いた大館の街～ | 1. M-hg 2. キミはSweets 3. ポン太君とキリ子ちゃん 4. キリタンポロマンス （Acoustic Version） 5. 友達の歌 6. Everybody goes on 7. 大好き！Odate 8. キミはSweets （Acoustic Version） 9. キリタンポロマンス 10. Always | DMMK-85004 |

### 持ち歌以外の楽曲
- With your smile（with ダックスムーン） - 原曲：ダックスムーン[20]
- ひまわり（with ダックスムーン） - 原曲：ダックスムーン[20]
- きりたんぽ物語（with ダックスムーン） - 原曲：ダックスムーン[20]
- ワンだふる はちくん - ダンスのみ [21] [脚注 9]

## 出演

### 舞台
- 地方は活性化するか否か 大館市民文化会館　- DanceOdyssey主催（2016年12月11日）[22][23][脚注 10]
- 地方は活性化するか否か 鹿角市文化の杜交流館コモッセ　- DanceOdyssey主催（2017年11月5日）[24][脚注 10]

### ライブ
- 第43回本場大館きりたんぽまつり（2015年10月10日-12日）[5][25]
- 秋田看護福祉大学祭（2015年10月18日）[26][27][28]
- 第18回大館圏域産業祭（2015年10月25日）[29][30][31]
- ハロー！ハチウィン！ in 御成座（2015年10月31日）[32][33]
- 鷹巣駅よこ屋台まつり（2015年11月8日）[34][35][36]
- JFL ブラウブリッツ秋田 VS SC相模原（2015年11月23日）[37]
- bjリーグ 秋田ノーザンハピネッツ VS 高松ファイブアローズ戦in大館市樹海体育館（2015年12月13日）[38][39][40]
- pramo年末プレミアムライブ（2015年12月26日）[41][42]
- ダックスムーンコンサート in いとく大館ショッピングセンター（2016年1月2日）[43]
- 音祭×キラフェスライブ in 北秋田市中央公民館（2016年1月17日）[44]
- 第32回比内とりの市（2016年1月23日）[45][46]
- 大館アメッコ市（2016年2月13日）[47]
- 若者フェスタ2016～集え！秋田を変える若者たち オープニングステージ（2016年3月13日）[48][49]
- タワーレコード秋田店 CD販売サイン会（2016年3月13日）[50]
- ブックスモア大館店 1周年イベント（2016年3月20日）[51][52]
- アキコネ2016-大学間合同1000人新歓-（2016年4月24日）[53][54][55]
- ダックスムーン＆まちあわせハチ公ガールズコンサート in いとく大館ショッピングセンター（2016年5月1日）[56]
- 第66回大大空市 大館能代空港（2016年5月4日）[57]
- 第30回（平成28年度）田代名産たけのこ祭り（2016年6月5日）[58][脚注 11]
- おおだてバラまつり2016 石田ローズガーデン（2016年6月12日）[59]
- 第25回北秋田市 米代川花火大会アトラクション（2016年7月9日）[60]
- 大館市エコフェア＆マンモスフリーマーケット（2016年7月10日）[61]
- 単独1stLIVE-friends-in御成座（2016年7月18日）[62]
- くまくま園リニューアル2周年記念イベント（2016年7月23日）[63][64][脚注 12][65]
- け!～地域の魅力たからいち～ 能代市（2016年7月30日）[66]
- 第一回かだるフェスin大館（2016年8月14日）[67][脚注 13]
- ABSラジオ公開生放送 いとくライブスペシャル（2016年8月16日）[68]
- まりあ卒業ライブ 大館市民文化会館（2016年9月22日）[8][9]
- ご当地自慢フェスティバル 大館樹海ドーム（2016年10月1日）[69][70]
- ちさとラストライブ - 第44回本場大館きりたんぽまつり（2016年10月8日-10日）[10][11][20][71]
- 第50回秋田大学祭（2016年10月15日）[72][73]
- 人形供養祭 虹のホールおおだて（2016年11月20日）[74]
- X'masリレーライブ にぎわい交流館AU（2016年12月25日）[75]
- いとく大館ショッピングセンター新春ライブ（2017年1月2日）[76]
- 第33回比内とりの市（2017年1月21日）[77]
- 大館アメッコ市（2017年2月11日-12日）[78]
- ライブ「はちこだもの」 いとく大館ショッピングセンター（2017年3月4日）[79]
- ダックスムーン＆まちあわせハチ公ガールズショー in いとく大館ショッピングセンター（2017年4月30日）[80]
- 「北東北＆北海道グルメフェスタ」＆「第三回肉の博覧会inおおだて」（2017年5月5日-7日）[81]
- 盛岡大通 ちょいフェス2017（2017年5月21日）[82]
- はちくんランド　大館駅前（2017年6月10日）[83]
- 第31回田代名産たけのこ祭り（2017年6月11日）[83]
- 35周年ダックスムーン2デイズライブ　大館市民文化会館（2017年6月16日-17日）[84]
- 東北の魅力発見フェアin二子玉川ライズ（2017年6月30日-7月2日）[85]
- 達子森夏祭り 秋田県立比内支援学校（2017年7月22日）[86]
- 矢立育成園夏祭り（2017年7月23日）[86]
- 大館商工会議所青年部YEG産業祭 大館商工会館（2017年7月30日）[87]
- 花矢夏祭り 花岡体育館（2017年8月13日）[88]
- 大文字まつり！大好き大館！いとく大館ショッピングセンタースペシャルLIVE（2017年8月16日）[89]
- 大文字ライブ祭り　in　御成座（2017年9月10日）[90]
- コモッセLIVE＠鹿角市文化の杜交流館こもれび広場（2017年9月23日）[91]
- 第45回本場大館きりたんぽまつり2017（2017年10月7日-9日）[92]
- 第7回大館・北秋ご当地グルメ秋まつり IN KAMIKOANI　道の駅かみこあに（2017年10月15日）[93]
- 第20回大館圏域産業祭（2017年10月21日-22日）[94]
- AKITA IDOL PARK - 秋田LOUD AFFECTION（2017年10月28日）[95]
- 第11回大館シャイニングストリート点灯式（2017年12月9日）[96]
- はちコラボンドクリスマス in 御成座（2017年12月23日）[97]
- DM×MHG新春ライブ in 伊徳（2018年1月2日）[98]

### キャンペーン
- 成田康油彩画個展 - 公開制作モデル（2015年7月26日）[99]
- 同人誌即売会 コスプレイベント新装快店 - ビンゴ大会プレゼンター（2015年7月26日）[100]
- 第43回本場大館きりたんぽまつり - 前売り券販売（2015年8月1日）[101]
- えだまめ特産品PRイベント - PRグッズ配布（2015年8月10日）[102]
- 第48回大館大文字まつり - ワンだふるはちくんダンス、他（2015年8月16日）[103]
- 大館市交通安全市民大会 - ステージパフォーマンス（2015年9月19日）[104]
- 秋田がやってくる！！～んだ。んだ。秋田。 弘前市さくら野百貨店 - 秋田県の北部の観光PR（2015年9月21日）[105]
- 若者あきた地域ネットワーク 県北地区大マッチング大会 - オープニングアトラクション（2015年10月3日）[106]
- 夕陽ラインシンポジウム - 地域のPR（2015年11月30日）[107]
- 大館枝豆PRイベント[108]
- 第49回大館大文字まつり - 大文字踊り（2016年8月16日）[109][110]
- 第19回大館圏域産業祭in大館樹海ドーム - 進めおおだて3R推進隊（2016年10月22日）[111][112]
- 第2回肉の博覧会inおおだて - ニクオク！（2016年10月30日）[113][脚注 14]
- 秋田犬ツーリズム - PR動画出演（2016年11月1日）[114]
- 第3回肉の博覧会inおおだて - PR 桂城公園（2017年4月29日）[115][116]
- 秋田犬保存会 創立90周年記念祝賀会 ホテルクラウンパレス秋北（2017年5月2日）[117]
- 第36回秋田犬本部展 桂城公園（2017年5月3日）[118]
- 第45回本場大館きりたんぽまつり2017 - 前売り券販売 いとく大館ショッピングセンター（2017年8月26日）[119]

### 募金活動
- 熊本地震被災者支援募金活動（2016年4月23日）[120]
- 熊本地震のための募金活動（2016年4月24日）[121]
- 24時間テレビ39 愛～これが私の生きる道～ ABSチャリティーイベント in イオンモール大曲（2016年8月27日）[122]
- 24時間テレビ40 告白～勇気を出して伝えよう～ ABSチャリティーイベント in イオンモール大曲（2017年8月27日）[123]

### CM

#### テレビCM
- いとく（2015年10月-2016年3月）（2016年10月-3月）（2017年10月-）

#### ラジオCM
- 釈迦内のくるまやさん（2016年2月-）

### テレビ
- 秋田テレビ AKTニュース - 大館キリタンポ ご当地アイドルと鍋を囲む（2015年10月13日）[124]
- NHK秋田放送局 激論ライブ！人口減少（2016年2月13日）[125]
- NHK秋田放送局 おはようレポート - まめでなにより大館餃子（2016年3月28日）[126]
- NHK秋田放送局 ニュースこまち - 御成座より公開生放送（2016年11月10日）[127]
- 秋田朝日放送 サタナビっ! - 密着仕事人：ご当地アイドル（2017年3月11日）[128]
- 秋田朝日放送 サタナビっ! - 「北東北＆北海道グルメフェスタ」＆「第三回肉の博覧会inおおだて」PR（2017年5月6日）[129]
- ＮＴＶ　「石ちゃん＆美女軍団～あ来た！よかった！秋田新幹線　満腹グルメツアー」

### ラジオ
- エフエム秋田 オシャベリザムライ（2016年1月5日）[130]
- ABSラジオ 公開生放送 いとくライブスペシャル（2016年8月16日）[68]
- ABSラジオ 公開生放送 大文字まつり！大好き大館！いとく大館ショッピングセンタースペシャルLIVE（2017年8月16日）[131]

## 書籍
- スクールオブジャンプ（2016年12月18日 - 2017年9月25日、集英社「週刊少年ジャンプ」） - スクジャン女子（かざきのみ）